# Сатна основа
Сатна основа је плоча од воска на којој се налази зачетак пчелињег саћа а која се у пчеларству користи да би се пчелама дала основа на којој могу да изграде саће. Сатна основа се сматра једним од најважнијих изума у савременом пчеларству.
Коришћење сатне основе има значајне предности над природним саћем:
- Пчеле брже направе саће, и мање енергије потроше на градњу саћа а више на производњу меда.[1]
- Смањује се број трутовских ћелија, што даље смањује број трутова.[1]
- Ћелије имају дебље дно, саће је јаче, и може боље поднети оптерећење и топлоту.[1]

## Историја
Сатну основу је изумео немац Јоханес Меринг 1857., недуго пошто је Лангстрот конструисао Лангстротову кошницу (1851). Мерингова сатна основа је имала само дно ћелија, а данашњу основу са зачецима ћелија измислио је амерички пчелар Семјуел Вагнер.
Сатне основе су се првобитно израђивале у преси за сатне основе. Прве пресе биле су од дрвета, а касније су се правиле од гипса, цемента, и најзад од метала, које се данас користе. Вагнер је измислио и ваљке за сатне основе, међутим није их усавршио тако да су прве употребљиве ваљке направили Амос Рут и прецизни механичар Алва Вашбурн 1875. Најзад, 1895. детроитски проналазач Едвард Вид измислио је ваљке који могу да израђују сатне основе у непрекидној траци.

## Употреба
Да би сатна основа могла да стоји у оквиру, оквир се ожичава. Сатна основа се причвршћује за жицу утапањем помоћу жврка или електричне струје. Постоје и сатне основе које су произведене са унапред уметнутом жицом, коју затим треба само причврстити за оквир.
Уколико се сатна основа користи за производњу меда у саћу, ожичавање није потребно већ се основа причвршћује у за то предвиђени жлеб саме секције за саће. За мед у саћу користе се посебне, танке сатне основе.
Сатне основе се производе у различитим величинама, према величини оквира у који ће се уметнути. Уколико је потребно, за сечење сатних основа користи се нож за сатне основе.